# دانشگاه جوزجان
دانشگاه جوزجان دانشگاهی دولتی در شهر شبرغان، استان جوزجان، افغانستان است. این دانشگاه دارای ۸۳ کادر علمی در پنج دانشکده می‌باشد. کتابخانه این دانشگاه ۱۱۰٬۰۰۰ جلد کتاب دارد. در حال حاضر دانشگاه جوزجان ۲۴۱۳ دانشجو دارد که ۴۱۹ دانشجو را دختران تشکیل می‌دهند.

## پیشینه
دانشگاه جوزجان در سال ۱۳۸۷ (خورشیدی) در شهر شبرغان، استان جوزجان، افغانستان آغاز به کار نمود.
به اساس نیازمندی‌های مبرم جامعه در ولایت جوزجان و به اساس سعی و تلاش فرهنگیان و علم دوستان این ولاء در سال ۱۳۶۶ خورشیدی برای نخستین بار نهادهای تحصیلی بنام‌های مؤسسه عالی تربیه معلم و به ادامه آن انستیتوت پیداگوژی میرعلی شیر نوایی و انستیتوت معادن و صنایع میرزا اولوغ بیک در سال ۱۳۷۳ خورشیدی رسماً غرض تربیه انجنیران جوان و معلمان مسلکی به سویهٔ لیسانس فعالیت داشت. در ماه حوت ۱۳۸۰ خورشیدی به اساس تصمیم مقام محترم وزارت تحصیلات عالی جمهوری اسلامی افغانستان هر دو انستیتوت باهم ادغام و تا سال ۱۳۸۷ خورشیدی به نام انستیتوت تحصیلات عالی جوزجان مسمی گردیده و به فعالیت علمی – آکادمیک خویش تداوم بخشید. در سال ۱۳۸۷ خورشیدی در اثر سعی و تلاش استادان و هیئت رهبری این کانون علمی با ارتقای ظرفیت‌ها و مهارت‌های مسلکی و اکمال معیارهای لازم، از انستیتوت تحصیلات عالی جوزجان به پوهنتون جوزجان ارتقا نمود که تا امروز در قطار سایر پوهنتون‌های معتبر کشور به فعالیت‌های علمی آکادمیک خویش ادامه می‌دهد. ساحهٔ پوهنتون جوزجان (۸۷) جریب زمین را احتوا می‌نماید.

## دانشکده‌ها
- علوم اجتماعی
- تعلیم و تربیه
- اقتصاد
- حقوق و علوم سیاسی
- جیولوژی معدن
- تکنولوژی کیمیاوی
- مهندسی ساختمانی